# Edward Vesala
Edward Vesala właśc. Martti Juhani Vesala (ur. 15 lutego 1945 w Mäntyharju, zm. 4 grudnia 1999 w Yläne) – fiński perkusista, awangardowy kompozytor jazzowy, aranżer, lider wielu zespołów.
Studiował teorię muzyki i grę na perkusji w Akademii Sibeliusa w Helsinkach. 
Karierę muzyczną rozpoczął w latach 60. grając na perkusji w fińskich zespołach jazzowych i rockowych. W latach 70. kierował zakładanymi przez siebie zespołami jazzowymi, był też członkiem zespołu polskiego trębacza jazzowego Tomasza Stańki, grał z prowadzonym przez Toto Blanke zespołem Electric Circus oraz z norweskim saksofonistą Janem Garbarkiem.
Nagrywał m.in. dla znanej niemieckiej wytwórni ECM Records. W 1978 założył własną wytwórnię płytową Leo Records.
W latach 80. i 90. ub.w. nagrywał płyty z własnymi kompozycjami, które w wyjątkowy sposób łączyły jazz, muzykę poważną, tango i muzykę folkową. Wykonywał je ze zorganizowanym i prowadzonym przez siebie zespołem Sound and Fury, który tworzyło ok. dziesięciu muzyków (w większości uczniów Vesali). Bardziej znanymi członkami byli: saksofoniści Jorma Tapio i Pepa Päivinen, gitarzyści Raoul Björkenheim i Jimi Sumen oraz harfistka grająca również na instrumentach klawiszowych Iro Haarla, która była żoną Vesali.
Muzyk zmarł z powodu niewydolności serca w swoim domu w Yläne (Finlandia), w wieku 54 lat.

## Dyskografia (wybór)

### jako lider lub współlider
- 1970 Nana (Blue Master)
- 1973 I'm Here (Blue Master)
- 1973 Hot Lotta (Blue Master)
- 1974 Nan Madol (ECM)
- 1976 Satu (ECM)
- 1977 Rodina (Love)
- 1978 Live at Remont Tomasz Stańko - Edward Vesala Quartet (Helicon)
- 1980 Heavy Life (Leo)
- 1982 Mau-Mau (Johanna)
- 1982 Neitsytmatka (Polarvox)
- 1985 Bad Luck, Good Luck (Leo)
- 1986 Lumi (ECM)
- 1989 Ode to the Death of Jazz (ECM)
- 1991 Invisible Storm (ECM)
- 1995 Nordic Gallery (ECM)

### jako muzyk sesyjny
z zespołem Jana Garbarka
- 1973 Triptykon (ECM)

z zespołem Tomasza Stańki
- 1976 Balladyna (ECM)
- 1974 TWET (Muza)

z zespołem Kenny'ego Wheelera
- 1979 Around 6 (ECM)